# 婁志德
婁志德（1479年—1546年），名一作至德，字存仁，號勿斋，河南項城縣人，匠籍，明朝政治人物，正德丁丑進士，官至山東巡撫。

## 生平
弘治十七年（1504年）甲子科河南鄉試第七十六名。正德十二年（1517年）丁丑科会试三百四十七名，二甲一百七名進士。刑部观政，初授直隸趙州知州。歷官戶部山东司員外郎、陕西司郎中，參與左順門哭諫。外放浙江杭州府知府。十三年夏升福建鹽運使，提請新增鹽港，獲准。晋浙江布政使司右參政。嘉靖二十一年（1542年），升浙江右布政使。調福建左布政使。嘉靖二十三年（1544年），升任南京太僕寺卿，二十四年五月晋南京太常寺卿。嘉靖二十四年底，以都察院右副都御史，巡撫山東。嘉靖二十五年（1546年）二月病卒。歸葬項城。
婁志德為官清正，京師有“天下清官婁志德”之說。隆慶初年，朝廷追贈工部侍郎，謚莊肅。《项城县志》有传。

## 墓葬
墓在项城李寨西南老娄庄西北。

## 家族
曾祖父婁敬；祖父婁春；父親婁信。母戴氏。

## 外部連結
- 周口非物质文化遗产——老娄庄舞龙 （页面存档备份，存于）

| 官衔                   | 官衔                                              | 官衔               |
| ---------------------- | ------------------------------------------------- | ------------------ |
| 前任： 王廷相 陕州舉人 | 明朝趙州知州 正德十二年－正德十四年 1501年-1502年 | 繼任： 張淛 當陽人 |
| 前任： 陳 力           | 浙江承宣佈政使司杭州府知府 嘉靖九年（1530年）上任 | 繼任： 丁 洪       |